# Choral-Synagoge (Białystok)
Die Choral-Synagoge in Białystok, einer polnischen Stadt in der Woiwodschaft Podlachien, wurde 1834 errichtet und 1943 von den deutschen Besatzern zerstört. Die Synagoge stand in der Żydowska-Straße (heute Doktor-Ireny-Białówny-Straße).
Die Hauptmäzene der Synagoge, die unter anderem auf die Initiative von Marek Zamenhof, dem Vater von Ludwik Lejzer Zamenhof, errichtet wurde, war die Familie Zabłudowski.
Die Synagoge wurde als Choral-Synagoge bezeichnet, weil in ihr ein Chor zu den Gottesdiensten sang.
Über das Innere ist nichts bekannt, außer dass sie prächtig dekoriert war.
Im Vergleich zu anderen Choral-Synagogen war sie von Außen eher unscheinbar. Auch ist nicht klar, ob innen weitere Merkmale von Choral-Synagogen wie die Bima in der Nähe des Toraschreins und feste Sitzbänke vorhanden waren. Auch wird allgemein die zwischen 1850 und 1860 gebaute Or-Sameach-Synagoge in Odessa als erste Choral-Synagoge angesehen. Der Bezeichnung könnte daher lediglich von dem Chor stammen, der in der Synagoge sang.
Im Jahr 1907 wurde eine prächtige (neue) Choral-Synagoge geplant, die aber nicht über die Entwurfsphase hinauskam.